# JSPレコード
JSPレコード（JSP Records）は、1978年にジョン・ステッドマンによって設立されたイギリス・ロンドンのレコードレーベル。「JSP」とは、「ジョン・ステッドマン・プロダクションズ（John Stedman Productions）」の略である。ブルース、ジャズの古いレコーディングの再発が多いが、新録アルバムも多数手がけている。

## アーティスト

### 新録
- ラッキー・ピーターソン
- フィリップ・ウォーカー
- ギター・ショーティー
- トゥトゥ・ジョーンズ
- ラリー・ガーナー
- ジョー・ルイス・ウォーカー
- バディ・ガイ
- カーク・フレッチャー

### 再発
- シドニー・ベシェ
- ルイ・アームストロング
- ジャンゴ・ラインハルト
- ベニー・グッドマン
- キャブ・キャロウェイ
- チャーリー・パットン
- ブラインド・ブレイク
- ビッグ・ジョー・ターナー
- ブラインド・レモン・ジェファーソン